# بويرتو ريال
بلدية بورتو ريال (بالإسبانية: Puerto Real)‏، هي إحدى بلديات مقاطعة قادس, التي تقع في منطقة الأندلس جنوب إسبانيا.
يبلغ عدد سكانها 36.221 نسمة وفقاً لإحصائية سنة (2002).

## أعلام
- دايفيد دياز
- رودي ستيرن
- كارلوس خافيير ديلغادو رودريغيز
- انتونيو مورينو
- غاليغو